# Бадалян, Григор Хачатурович
Григор Хачатурович Бадалян (арм. Գրիգոր Խաչատուրի Բադալյան) (род. 14 октября 1955, Ереван) ― советский и армянский врач-онколог, доктор медицинских наук (1991), профессор, действительный член Академии хирургии Республики Армения (1997). Известен своими работами по диагностике и лечения детских опухолей.

## Биография
Григор Бадалян родился 14 октября 1955 года в Ереване, Армянская ССР, СССР.
В 1978 году окончил педиатрический факультет Ереванского государственного медицинского института. В 1984 году начал работать в Онкологическом научном центре Министерства здравоохранения Армянской ССР.
В 1991 году защитил докторскую диссертацию на соискание учёной степени доктора медицинских наук.
В 1993 году избран президентом Фонда детской онкологии Армении. С 1994 года назначен ― доцент кафедры онкологии, радиологии и радиотерапии, с 1997 года ― профессор той же кафедры Ереванского государственного медицинского университета.
В 1992-2001 годах работал главным врачом детской онкологии Министерства здравоохранения Армении, с 2000 года ― президент Армянского противоракового союза.
В 1992-2011 годах участвовал в конференциях в таких странах, как Греция, Германия, Франция, Австрия, Япония, Нидерланды, Португалия, Египет, США, Ирландия, Испания, Иран, Италия, Англия и другие страны.

## Научная деятельность
Григор Бадалян занимается исследованиями по совершенствованию методов комплексной терапии солидных и лимфопролиферативных опухолей у детей:
- неадъювантная и адъювантная химиотерапия нефробластом;
- высокодозная химиотерапия злокачественных лимфом;
- Иротиворвотная сопроводительная терапия и др.

Написал 54 научных публикаций.

## Членство в организациях
- Член Международного общества детских онкологов (С 1991 по 1997 год)
- Президент общественной организации по борьбе с раком детей РА (1993 год)
- Исполнительный директор Ассоциации детских хирургов и анестезиологов РА (1995 год)
- Президент Армянской ассоциации онкологов (2000 год)
- Член Медицинской экспертной комиссии Министерства науки и образования Республики Армения (2001 год)
- Комитет специалистов благотворительного фонда «Пожертвуй жизни» (2011 год)